# 1 Warszawska Brygada Pancerna im. Bohaterów Westerplatte
1 Warszawska Brygada Pancerna im. Bohaterów Westerplatte (1 BPanc) – związek taktyczny wojsk pancernych Wojska Polskiego.

## Historia
Brygada została sformowana na bazie 1 pułku czołgów w obozie biełoomuckim pod Sielcami na mocy rozkazu dowódcy 1 Korpusu PSZ w ZSRR nr 1 z 19 sierpnia 1943. Zaprzysiężenia dokonano w obozie sieleckim 11 listopada 1943. Przysięga uzupełnień odbyła się w Siekierzycach 1 czerwca 1944.
Sztandar ufundowany przez Związek Patriotów Polskich wręczył brygadzie zastępca dowódcy 1 Korpusu do spraw liniowych, gen. bryg. Karol Świerczewski. Drugi, honorowy sztandar ufundowany przez społeczeństwo Dorohuska, został wręczony przez Jadwigę Wojtalową – żołnierza Batalionów Chłopskich.
22 września 1943 ze składu brygady wyłączono 1 pułk czołgów, który to podporządkowany 1 DP uczestniczył w bitwie pod Lenino. Pozostałe siły brygady w czasie walk przebywały w obozie biełoomuckim.
6 kwietnia 1944 brygadę przetransportowano do Siomak w rejonie Berdyczowa. 21 lipca brygada wymaszerowała w kierunku frontu trasą przez: Jezierzany, Turzysk, Nowosiółki i Maszów. 24 lipca przekroczyła Bug pod Dorohuskiem i osiągnęła wieś Rudnik pod Lublinem. Przesunięta do pierwszego rzutu wojsk polskich, w nocy na 31 lipca przemaszerowała trasą przez Lublin, Kurów, Żyrzyn do wsi Zagrody, a stamtąd 9 sierpnia do Łaskarzewa.
Podporządkowana radzieckiej 8 A gwardii, przeprawiła się przez Wisłę na przyczółek warecko-magnuszewski i do 17 sierpnia toczyła krwawe walki z 1 Dywizją Pancerno-Spadochronową „Hermann Göring”.
18 sierpnia brygada wróciła w podporządkowanie 1 armii WP i rozlokowała się w okolicy Magnuszewa, gdzie stacjonowała do 11 września. W tym czasie dokonano reorganizacji brygady, likwidując strukturę pułkową i wprowadzając batalionową.
15 września ze składu brygady wydzielono 1 batalion czołgów, bpzmot i 2 bas, które uczestniczyły w walkach o Pragę i pod Jabłonną.
Podczas ofensywy styczniowej brygada działała jako awangarda sił głównych 1 AWP. Podczas marszu w kierunku Bydgoszczy brygadę podporządkowano dowódcy 47 A i w jej składzie wzięła udział w zdobyciu tego miasta.
Podczas przełamywania głównej pozycji Wału Pomorskiego, będąc w składzie zgrupowania uderzeniowego armii, większością sił wspierała 2 DP w natarciu na Mirosławiec.
Uczestnicząc w działaniach zaczepnych 1 Armii WP w kierunku Bałtyku brygada 20 lutego wkroczyła do Wierzchowa, 24 lutego do Osieka, a dalej do Złocieńca i Bierzwnicy.
W kolejnych miesiącach, będąc w podporządkowaniu różnych radzieckich związków operacyjnych, uderzyła m.in. na Wejherowo i wspólnie z nimi zajęła to miasto. Od 12 do 17 marca brygada toczyła walki o Rumię. W okresie 26–28 marca uczestniczyła w wyzwoleniu Gdyni. Końcowym etapem działań 1 BPanc był udział w zdobyciu Gdańska, gdzie częścią swoich sił toczyła zacięte walki uliczne. Atakiem na stanowiska baterii nadbrzeżnej na Oksywiu zakończyła działania bojowe. 7 kwietnia przeszła z Gdyni przez Orłowo, Sopot do Gdańska, gdzie pozostała w obronie wybrzeża do końca maja 1945.
Część jej czołgów po wyremontowaniu w bazie remontowej w Świdwinie została włączona do 4 pułku czołgów ciężkich i wspólnie z nim, jako kompania czołgów średnich, walczyła w operacji berlińskiej, kończąc swój szlak bojowy nad Łabą dwoma sprawnymi czołgami.
Na mocy rozkazu Nr 060 dowódcy 1 Armii WP z 24 lutego 1945 otrzymała miano „Warszawskiej”.
9 kwietnia 1945 została odznaczona przez Naczelnego Dowódcę WP Krzyżem Grunwaldu III kl., a 6 maja 1945 Orderem Czerwonego Sztandaru, przyznanym przez Radę Najwyższą ZSRR.
24 maja brygada otrzymała rozkaz przegrupowania się do Siedlec. Do 9 czerwca wszystkie pododdziały zajęły koszary w mieście. Łącznie z Gdańska przetransportowano: 13 czołgów, 1 samochód pancerny BA-64, 15 samochodów osobowych, 169 samochodów ciężarowych, 52 samochody specjalne, 11 motocykli, 2 traktory. 14 czerwca przybyło 11 czołgów wyremontowanych w 24 Bazie Armijnej.
W lipcu 1945 pododdziały Brygady zostały użyte do walk ze zbrojnym podziemiem – podjęto walkę z oddziałami „Tura” i Teodora Śmiałowskiego „Szumnego”, w sierpniu zaś, mimo zakazu występowania przeciwko zbrojnemu podziemiu (amnestia), po uzyskaniu dodatkowego rozkazu – podjęto walkę z oddziałami dowodzonymi przez Władysława Łukasiuka „Młota” i Kazimierza Parzonko „Zygmunta”.
28 sierpnia Brygada przegrupowała się „na kołach” do Legionowa i tam zajęła koszary.
6 lutego 1946 Brygada została przeformowana w 1 Warszawski Pułk Czołgów im. Bohaterów Westerplatte.
5 czerwca 1946 pułk został dyslokowany do Modlina.

## Dowództwo
Dowódcy

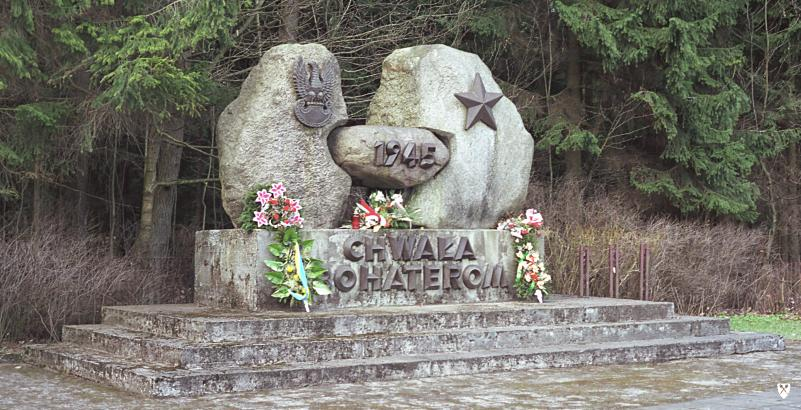
Pomnik polskich żołnierzy 1 Brygady Pancernej im. Bohaterów Westerplatte i radzieckich na cmentarzu w Łężycach

- płk Jan Mierzycan (1 IX 1943 – 29 VIII 1944)[3]
- ppłk Michał Sobolew (p.o. 29 VIII – 8 IX 1944)
- ppłk Aleksander Malutin (8 – 14 IX 1944)
- gen. bryg. Jan Mierzycan (14 IX – 16 X 1944)
- ppłk Aleksander Malutin (od 17 X 1944)[3]

Zastępcy dowódcy ds. politycznych
- mjr Julian Tokarski
- kpt Adolf Bromberg (od 14 X 1944)
- mjr Jan Oparowski (od 2 V 1945)

Zastępcy dowódcy ds. liniowych
- ppłk Michał Sobolew
- mjr Filip Bondarienko (od 14 X 1944)

Kwatermistrze
- ppłk Klemens Dąbrowski
- ppłk Stefan Szczepański (od 14 IX 1944)

Szefowie sztabu
- ppłk Aleksander Malutin
- ppłk Polifiery Poliszczuk (od 16 X 1944)

### Odznaczeni Krzyżem Złotym Orderu Virtuti Militari[4]
- gen. bryg. Jan Mierzycan

### Odznaczeni Krzyżem Srebrnym Orderu Virtuti Militari[4]
- płk Aleksander Malutin
- ppłk Polifiery Poliszczuk
- mjr Daniel Kulik
- kpt. Wiktor Tiufiakow
- kpt. Iwan Chardikow
- kpt. Jan Oparowski
- kpt. Fiodor Tropiejko
- por. Julian Miazga
- por. Paweł Leonow
- por. Wacław Feryniec
- ppor. Edward Szymierski
- ppor. Stanisław Gubin
- ppor. Zygmunt Jankiewicz
- ppor. Ignacy Pruszkowski
- ppor. Władysław Świetana
- chor. Mikołaj Pożydajew
- st. sierż. Stanisław Zieliński
- sierż. Jan Orliński-Kogut
- kpr. Daniel Wagner
- st. zwiad. Antoni Skupień

## Skład
W okresie od 19 sierpnia 1943 do 7 września 1944 w skład brygady wchodziły: dowództwo, kompania dowodzenia, 1 i 2 pułk czołgów, batalion piechoty zmotoryzowanej, kompania technicznego zaopatrzenia, kompania przeciwlotniczych wkm i in.
Od 7 września 1944 do końca wojny: dowództwo, kompania dowodzenia 1, 2 i 3 batalion czołgów, batalion piechoty zmotoryzowanej, kompania technicznego zaopatrzenia, kompania przeciwlotniczych wkm, pluton medyczno-sanitarny i in.
Łącznie 253 oficerów, 502 podoficerów, 591 szeregowych, 65 czołgów T-34, 3 samochody pancerne BA-64, 4 działa SU-57 i SU-76, 6 moździerzy 82 mm, 18 rusznic ppanc., 35 wkm.

## Walki

### Udział w wyzwoleniu Pragi i w walkach pod Jabłonną

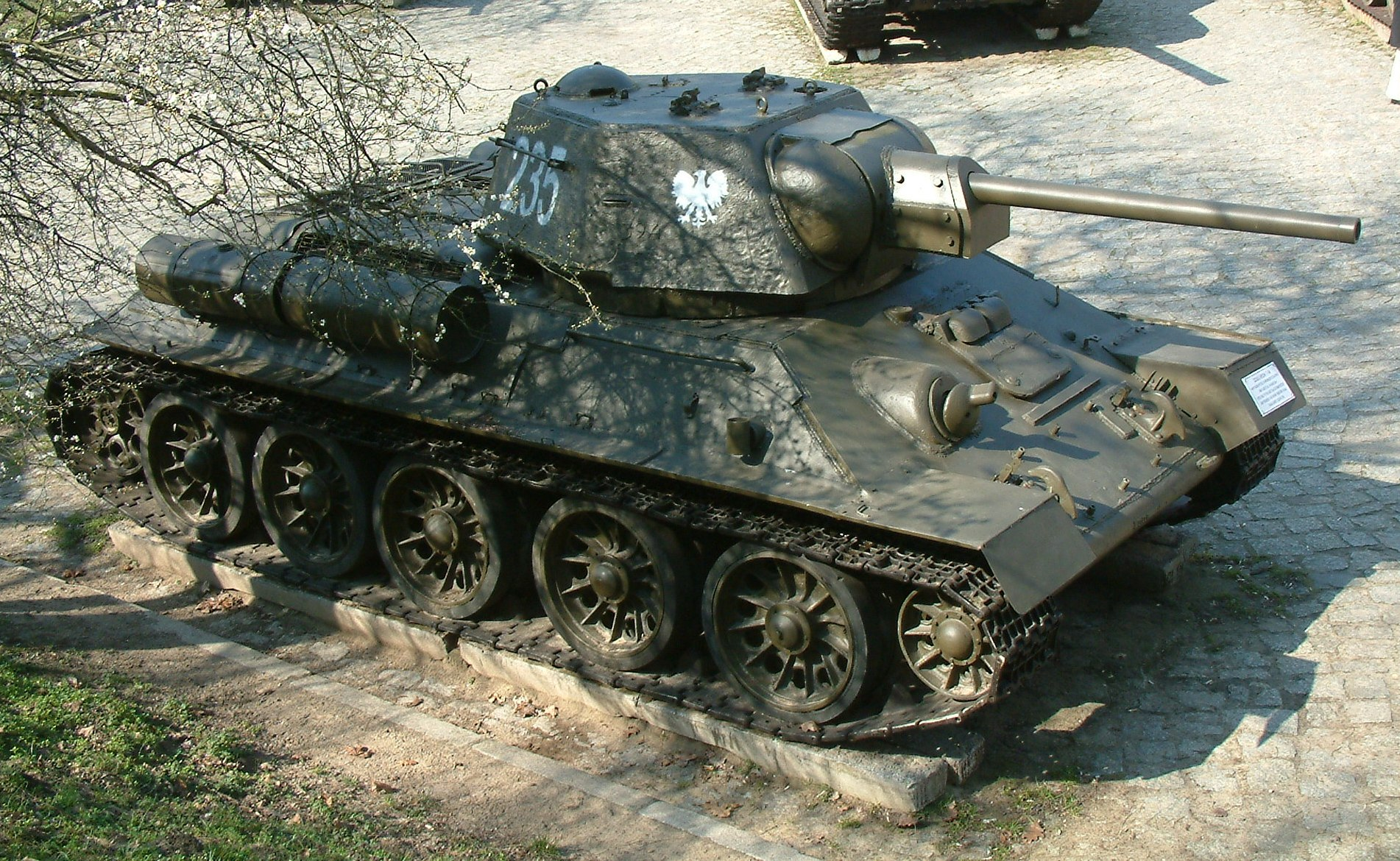
T-34/76 czołg podstawowy brygady w początkowym okresie

1 BPanc działając w składzie 1 armii WP wykonywała zadanie bezpośredniego wsparcia piechoty w ramach operacji zaczepnej radz. 47 A. Celem operacji była likwidacja niemieckiego przyczółka w widłach Wisły i dolnej Narwi. Obrona przyczółka przebiegała na północ od Zegrza, na zachód od Wołomina, Starej Miłosny i Międzylesia i stanowiła węzłowy element obrony środkowej Wisły. Broniły go jednostki 4 KPanc SS z niemiecką 9 Armią. Ważną częścią tego przyczółka był umocniony rejon prawobrzeżnej Warszawy. 10 września 1 DP działając w składzie 125 KA radz. 47 Armii wyruszyła do natarcia w kierunku Pragi. 14 września rano 2 i 3 pułk piechoty 1 DP zostały wzmocnione batalionem czołgów. 2 kcz została przydzielona do wsparcia 2 pułku piechoty działającego w kierunku ogrodu zoologicznego, 1 kcz wspierała natarcie 3 pułku piechoty w kierunku mostu kolejowego pod Cytadelą. Tocząc ciężkie walki uliczne oddziały wyparły nieprzyjaciela ze śródmieścia Pragi i opanowały wschodni brzeg Wisły. Do pododdziałów 1 BPanc dołączyły ochotniczo grupy powstańców AK z Pragi, m.in. grupa ppor. Józefa Polaka, która działając jako desant czołgowy torowała drogę wozom 1 BPanc, wskazywała przejścia i usuwała zapory.
29 września, wobec zagrożenia prawego skrzydła 1 armii WP na Pradze przez niemieckie siły pancerne, broniący się tu 6 pułk piechoty 2 DP na odcinku Zacisze-Ząbki został wzmocniony 1 batalionem czołgów.
W dniach 24—28 października oddziały 1 armii WP w składzie 1 i 2 DP, 1 kcz z 1 BPanc i in., działając wraz z jednostkami radzieckimi, stoczyły walkę w celu zmniejszenia niemieckiego przyczółka w widłach Wisły i dolnej Narwi. Przed frontem jednostek polskich broniły się oddziały 4 Szturmowej Dywizji SS, wzmocnione artylerią i 6-lufowymi moździerzami. Przednia linia obrony przebiegała od południowego skraju Marcelina przez folwark Białołęka, południowo-zachodni skraj Annopola do Żerania. Przedpole było pokryte zabudową typu podmiejskiego, w ogrodach pocięte gęstą drożnią, rowami i kanałami. W suterenach domów znajdowały się gniazda ogniowe, na drogach przeszkody i pola minowe. 27 października dowódca 1 BPanc rozkazał 1 kcz przejść do rejonu Białołęki do dyspozycji dowódcy 1 pułku piechoty. Wieczorem, dla zamaskowania warkotu czołgów, piechota otworzyła ogień i 1 kcz w składzie 9 czołgów podeszła do Białołęki, Jeden czołg został uszkodzony na minie. 1 pułk piechoty wraz z 1 kcz otrzymały zadanie wyruszenia do natarcia o godz. 6 w ogólnym kierunku po osi szosy Jabłonna, Nowy Dwór. Na prawo sąsiadem był 101 pułk piechoty radz. 63 DP, na lewo 3 pułk piechoty 1 DP. Po 20-minutowym przygotowaniu artyleryjskim, w którym uczestniczyły również czołgi, natarcie ruszyło. O godz. 10 nieprzyjaciel przeszedł do kontrataków, zwłaszcza na kierunku 3 pułku piechoty. Walka przedłużyła się do godzin nocnych, pociągając za sobą uszkodzenie 2 czołgów. 19 października opanowano Płudy i Wiśniewo. Osiągnięto skraj lasu na wzgórzu w m. Buchnik i przeprowadzono przegrupowanie do szturmu Jabłonny, z zadaniem opanowania tej miejscowości, a zwłaszcza znajdującego się tam węzła dróg na Nowy Dwór i Legionowo. W tym czasie nieprzyjaciel podciągnął do Jabłonny posiłki w składzie pułku piechoty i 8 ciężkich czołgów, które przeprawiono przez Wisłę w rejonie Rajszewa. Zepchnęły one piechotę 1 pułku piechoty wzdłuż szosy i zagroziły stanowisku dowodzenia pułku. Na rozkaz dowódcy 1 pułku płk. Czerwińskiego 1 kcz, złożona z 8 wozów T-34, wyruszyła po osi szosy w kierunku garbu terenowego w Buchniku. Jednocześnie od strony Jabłonny, również po osi szosy, uderzyło 8 czołgów niemieckich. Na grzbiecie wzgórza doszło do boju spotkaniowego, w wyniku którego wróg wycofał się. W ślad za nieprzyjacielem piechota i wozy 1 kcz wdarły się do Jabłonny. Niemcy stracili 4 czołgi i 12 dział, a 1 kcz trzy czołgi, z których pierwszy spłonął, drugi został rozbity przez strącenie wieży, a trzeci unieruchomiony pociskiem działowym. Poległo czterech czołgistów, a sześciu zostało rannych. W sumie 1 kcz straciła 5 czołgów.
Po zdobyciu Jabłonny 1 DP przeszła do obrony osiągniętej rubieży i pozostawała na niej do 16 stycznia 1945, to jest do rozpoczęcia ofensywy styczniowej.

### W Operacji Warszawskiej i pościgu do Bydgoszczy

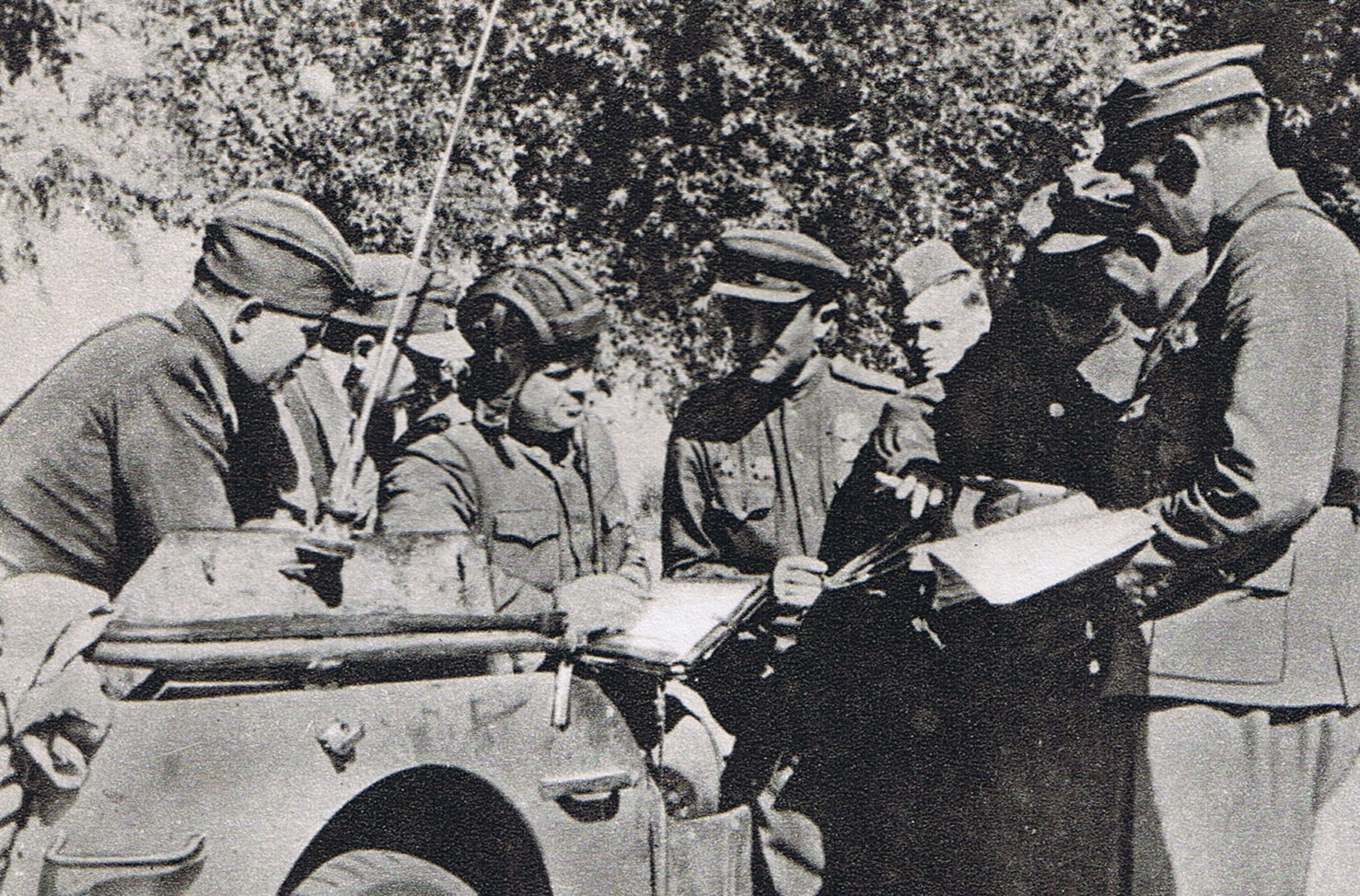
Jan Mierzycan oraz inni członkowie brygady na przyczółku warecko-magnuszewskim

1 BPanc przeszła przez Wisłę po mostach pod Tarnowem i wieczorem zgrupowała się w lesie na północny zachód od Magnuszewa. 16 stycznia 1 BPanc przeprawiła się przez Pilicę w rejonie Ostrołęki. Wieczorem zatrzymała się w rejonie Żelazna, Piekut i nawiązała współdziałanie z 1 DP. Nocą 17 stycznia wykonała marsz w kierunku Piaseczna. Rankiem brygada opanowała miasto, a następnie uderzyła w kierunku na Lesznowolę, Raków, Włochy, odcinając Niemcom drogi odwrotu. Jedna z kompanii brygady została użyta do walk w centrum Warszawy gdzie wspierała pododdziały 6 DP.
Po przełamaniu obrony nad Wisłą i likwidacji warszawskiego zgrupowania nieprzyjaciela 1 BPanc, podporządkowana czasowo radz. 47 A, maszerowała trasą przez: Włochy, Łazy, Gostynin, Inowrocław. 23 stycznia podeszła do Torunia i miała być użyta do walk o miasto. Otrzymawszy jednak nowy rozkaz 1 BPanc przemaszerowała do Bydgoszczy. Na podejściu do mostu w rejonie ul. Dalekiej czołowy oddział brygady rozbił niemiecką kolumnę ok. 40 samochodów z zaopatrzeniem dla 15 Dywizji Grenadierów SS i przełamał obronę na peryferiach miasta. Czołgi wdarły się do miasta, spychając nieprzyjaciela za Brdę. 26 stycznia dwa plutony czołgów, wraz z radziecką piechotą przeprawiły się przez most na Brdzie i ubezpieczone na skrzydłach przez pododdziały 1 Samodzielnej Brygady Kawalerii, zlikwidowały opór nieprzyjaciela. Następnego dnia przy czynnej pomocy miejscowej ludności Bydgoszcz została oczyszczona z ostatnich grup niemieckich.

### Przełamanie Wału Pomorskiego

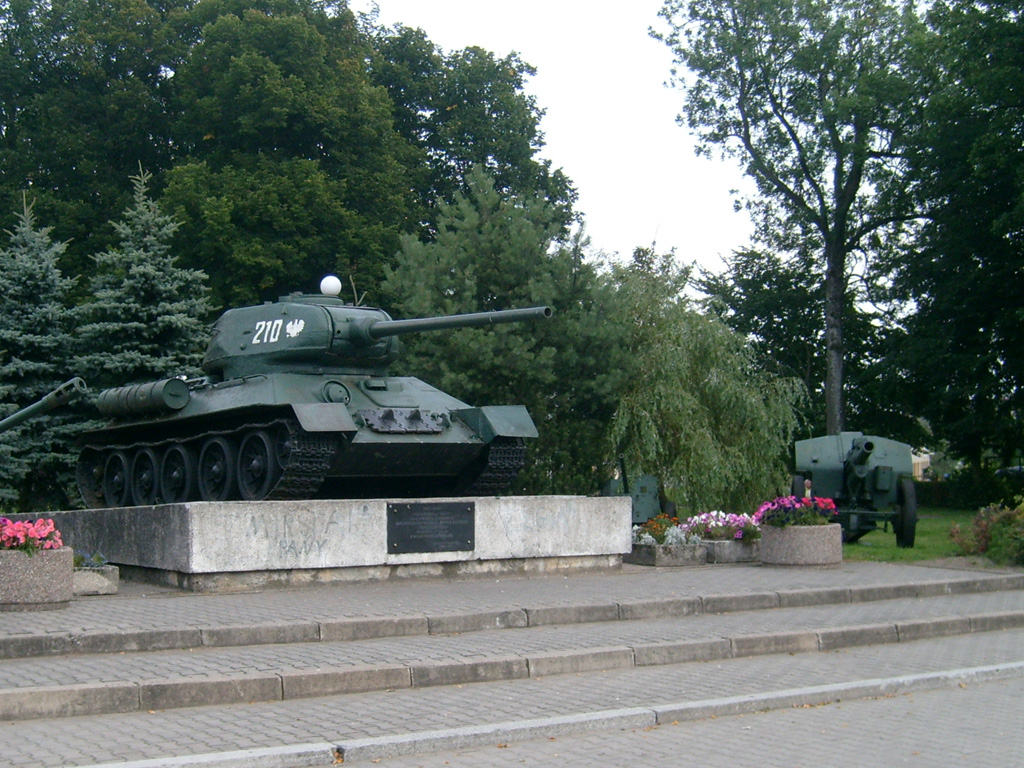
Eksponaty Muzeum Wału Pomorskiego

29 stycznia 1 armia WP wyruszyła z rejonu Bydgoszczy w kierunku zachodnim ugrupowana w dwie kolumny. Jednostki pancerne: 1 br (podporządkowany dowódcy 1 BK) oraz 1 BPanc i podporządkowany jej 13 pułk artylerii samobieżnej, a także 4 pczc i podporządkowany mu 7 samodzielny dywizjon artylerii samochodowej miały zadanie posuwania się wyznaczonymi kolumnami w gotowości do zabezpieczenia prawego skrzydła armii. W praktyce jednak wymarsz jednostek pancernych uległ znacznemu opóźnieniu na skutek całkowitego braku paliwa spowodowanego trudnościami dowozu (mrozy, śnieżyce). 1 BPanc podczas marszu wchodziła kilkakrotnie swymi ubezpieczeniami w kontakt z grupami nieprzyjaciela, które niszczyła lub spychała. 4 lutego była skoncentrowana w rejonie Radawnicy.
9 lutego, dysponując pięćdziesięcioma czołgami, wraz z 13 pas, we współdziałaniu z 2 DP, otrzymała zadanie zdobycia Mirosławca. Natarcie ruszyło 10 lutego. Na podejściach do Mirosławca Niemcy zorganizowali silną obronę przeciwpancerną stosując zasadzki czołgowe. Wobec pomyślnego rozwoju natarcia pododdziały brygady z desantem piechoty na czołgach w rejonie Oleśna i Nieradza, wysunęły się przed szyki fizylierów. Pozbawione osłony piechoty i środków przeciwlotniczych, czołgi zostały jednak dwukrotnie zaatakowane uderzeniami nieprzyjacielskiego lotnictwa, a na przedpolu Mirosławca ogniem pociągu pancernego. Wieczorem 10 lutego Mirosławiec został zdobyty. Zwycięstwo to zostało okupione dużymi stratami w ludziach i sprzęcie (szczególnie w 2 batalionie czołgów).

### W Operacji Pomorskiej
1 BPanc oraz 13 pas, działając jako czołgi bezpośredniego wsparcia piechoty, miały wykonać uderzenie w rejonie Żabina i następnie rozwinąć natarcie w kierunku Borujska. Brygada dysponując 29 czołgami wspierała 2 DP.
Siłami 1 batalionu (czternaście czołgów) i 2 batalionu (sześć czołgów) oraz 13 pas (11 dział) zajęły podstawę wyjściową w rejonie stacji kolejowej Borujsko. 3 batalion (siedem czołgów) pozostał w odwodzie. Na odcinku 5 pułku piechoty natarcie zostało powstrzymane w silnie umocnionym punkcie oporu. O godz. 15 do walki wszedł 4 pułk piechoty wraz z 1 batalionem czołgów, baterią 13 pas (pięć dział) i żołnierzami bpzmot jako desantem na czołgach. Czołgi wraz z desantem wyprzedziły piechotę i wdarły się w obronę nieprzyjaciela, gdzie napotkały jednak przeszkody ziemne i ukrytych niszczycieli czołgów z panzerfaustami. Natarcie czołgów utknęło. W tej sytuacji decydującą rolę odegrała grupa konna 1 BK, której szarża zaskoczyła wroga, wywołując panikę w jego szeregach. Borujsko zostało zdobyte.
Brygada straciła 16 poległych, 30 rannych, 1 czołg spalony i 3 uszkodzone.
2 marca trwały ciężkie walki w rejonie Żabina i stacji kolejowej Wierzchowo, gdzie walczyły 4 i 6 pułk piechoty 2 DP oraz 14 pułk piechoty 6 DP. Po południu skierowano tu 1 i 2 batalion czołgów. 4 pułk piechoty wraz z 2 batalionem czołgów i baterią dział pancernych uderzył na Żabin odrzucając nieprzyjaciela w kierunku stacji Wierzchowo. Doszło do gwałtownego starcia z grupą niemieckich dział pancernych. 2 batalion czołgów stracił trzy czołgi spośród czterech, którymi dysponował (czołg dowódcy przekazano do 3 batalionu czołgów). 2 batalion czołgów pozostał bez sprzętu do 10 marca. W tym czasie 6 pułk piechoty wraz z 1 batalionem czołgów i dwoma bateriami 13 spas przekroczył przesmyk między jeziorami i uderzył na Żabinek, broniony m.in. ogniem okopanych dział pancernych. Dwa polskie czołgi zostały spalone, dwa inne zaś oraz działo samobieżne uszkodzone. Pozostałe czołgi wycofały się.
Następnego dnia 14 pułk piechoty 6 DP, po przełamaniu oporu nieprzyjaciela w rejonie Smolnych Gór, rozwinął natarcie na stację Wierzchowo. Skierowano tu z odwodu 3 batalion czołgów z desantem piechoty zmotoryzowanej. W rejonie tym działały oddziały 2 DP. Jednocześnie do wznowienia natarcia na Żabinek użyto desantu piechoty na czołgach i działach pancernych (cztery czołgi 1 bcz i pięć dział pancernych z fizylierami z 3 batalionu 6 pp). Po przełamaniu niemieckiej pozycji pod Wierzchowem 1 armia WP przeszła do pościgu w kierunku wybrzeża.

### W walkach o Gdynię i Gdańsk

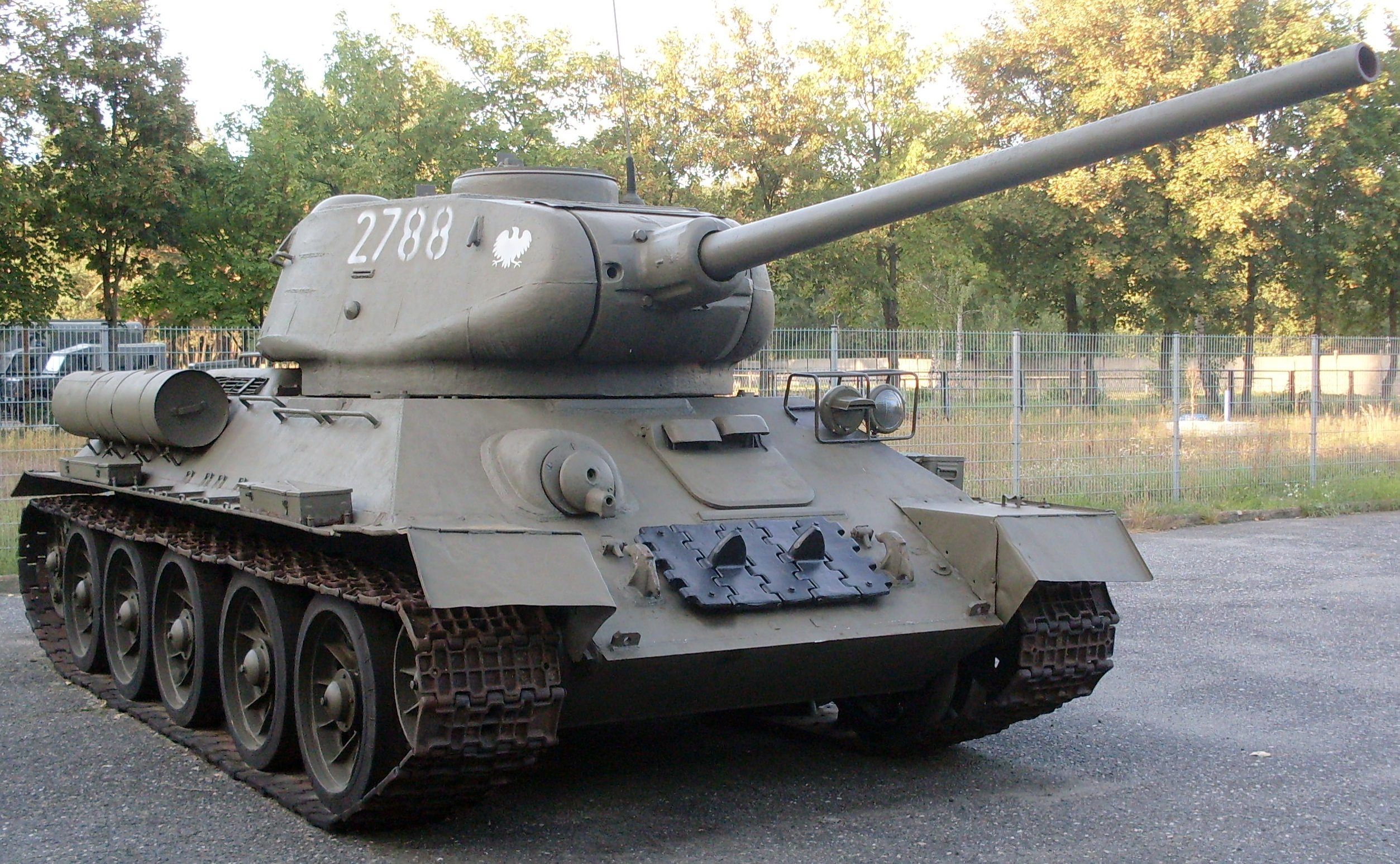
T-34/85 czołg podstawowy brygady w końcowym okresie wojny

Po przełamaniu niemieckich pozycji na Pomorzu Zachodnim 8 marca 1945 1 BPanc, została wyłączona ze składu 1 Armii WP i podporządkowana 2 Frontowi Białoruskiemu. W tym czasie wojska niemieckiej 2 A zostały odcięte od głównych sił Grupy Armii "Wisła" i w rejonie Gdyni i Gdańska przyparte do morza przez jednostki 2 Frontu Białoruskiego. Rejon Pomorza Gdańskiego wraz z portami był silnie umocniony. Niemcy walczyli przy wsparciu jednostek marynarki wojennej i kontynuowali pośpieszną ewakuację morzem.
Po wykonaniu przemarszu po trasie: Ramlewo, Białogard, Koszalin, Sławno, Słupsk 12 marca 1 BPanc została podporządkowana dowódcy radzieckiego 8 Korpusu Zmechanizowanego i uzupełniona 25 czołgami. Wspierając natarcie radz. 321 i 329 pułków piechoty uderzyła z zachodu i północy na Wejherowo. Atakując wozami bojowymi i grupami fizylierów, brygada przełamała obronę nieprzyjaciela i przeszła do pościgu. Zniszczyła cofające się kolumny niemieckie pod Miechowem i Redą, opanowała Białą Rzekę oraz usiłowała uchwycić przejście przez rów przeciwczołgowy przed Janowem. Zaskoczenie nie powiodło się. Brygada przeszła do systematycznego natarcia na silnie umocnioną obronę nieprzyjaciela. Nocą 14 marca 2 i 3 batalion czołgów wraz z radziecką piechotą 101 DP oraz odwodowym batalionem piechoty zmotoryzowanej zaatakowały wzdłuż szosy pod Janowem. Atak ten nie dał jednak spodziewanych rezultatów. 1 BPanc straciła osiem czołgów, z czego siedem ewakuowano z pola walki. Nieprzyjaciel wprowadził na ten odcinek jednostki odwodowe: m.in. 4 Dywizję Grenadierów Pancernych SS "Polizei".
17 marca 1 BPanc przeszła marszem nocnym przez: Redę, Wejherowo, Zamek, Nowy Dwór, Bieszkowice, Koleczkowo, Głodówko i następnego dnia osiągnęła rejon Łężyc. 3 batalion czołgów wraz z radz. 101 DP przeprowadził rozpoznanie walką w rejonie wzg. 165,0. Wieczorem 18 marca 1 BPanc została podporządkowana dowódcy radzieckiego 11 Korpusu Pancernego Gwardii, płk. gw. Amazaspa Babadżaniana i przesunięta do drugiego rzutu, w rejon Rogulewa, gdzie pozostała do 21 marca, przyjmując uzupełnienie sprzętu i dokonując remontów.
Po trzydniowych walkach wojska radzieckie 23 marca osiągnęły brzeg Zatoki Gdańskiej w rejonie Sopotu. Zgrupowanie niemieckie zostało rozcięte na dwie izolowane części. Wobec odrzucenia przez niemieckie dowództwo wezwania do kapitulacji, rozpoczęto likwidację obu okrążonych zgrupowań. 1 BPanc przeszła do rejonu na zachód od Wielkiego Kacka, skąd rozpoczęła natarcie na Gdynię. Przy podejściu do Wielkiego Kacka szybkim manewrem brygada obezwładniła okopaną na wzg. 168,0 niemiecką baterię plot 88 mm, która to zatrzymała ogniem natarcie radz. 40 i 44 BPanc. 24 marca wraz z radzieckimi brygadami pancernymi 1 BPanc osiągnęła główną pozycję obrony nieprzyjaciela w rejonie Małego Kacka. Rozdrobniona na pododdziały, ze względu na bardzo podmokły teren, w ciągu całego dnia toczyła zaciekłe walki. Nocą, we współdziałaniu z radziecką piechotą, odparła niemiecki kontratak.
Rano 25 marca główny pas obrony niemieckiej został przełamany. Brygada przeszła do Witomina, i skrajem lasu z radzieckimi 68 i 77 pułkami piechoty uderzyła na miasto, osiągając 26 marca cegielnię na jego południowym skraju. W nocy 27 marca, po wykonaniu przejść w zaporach, brygada kontynuowała szturm miasta przy wsparciu artylerii. Przez tory kolejowe wdarła się na ul. Świętojańską i w południe, po uporczywych walkach, dotarła do pl. Kaszubskiego i Yacht Clubu.
Z zachodu szturmowały jednostki radzieckie, spychając nieprzyjaciela w kierunku portu. Niemcy, osłaniając się ogniem baterii nadbrzeżnych i sześciu niszczycieli, rozpoczęli ewakuację na Kępę Oksywską. Walki trwały całą noc 28 marca. Rano oddziały radzieckie, nacierające z północy, odcięły drogi odwrotu na Kępę Oksywską, południowe zaś zgrupowania wojsk radzieckich złamały opór oddziałów broniących podejścia do portu i opanowały całe miasto.
W okresie likwidacji obrony niemieckiej w Gdyni wzrastało nasilenie walk jednostek radz. 2 Armii Uderzeniowej o Gdańsk. Jednostki te zdobyły Orunię, dworzec przetokowy i wdarły się do miasta. Od południowego zachodu jednostki radz. 65 Armii zdobyły przedmieście Emaus i rozpoczęły walki o centrum. Nacierając wzdłuż wybrzeża morskiego opanowały przedmieście Zaspy.

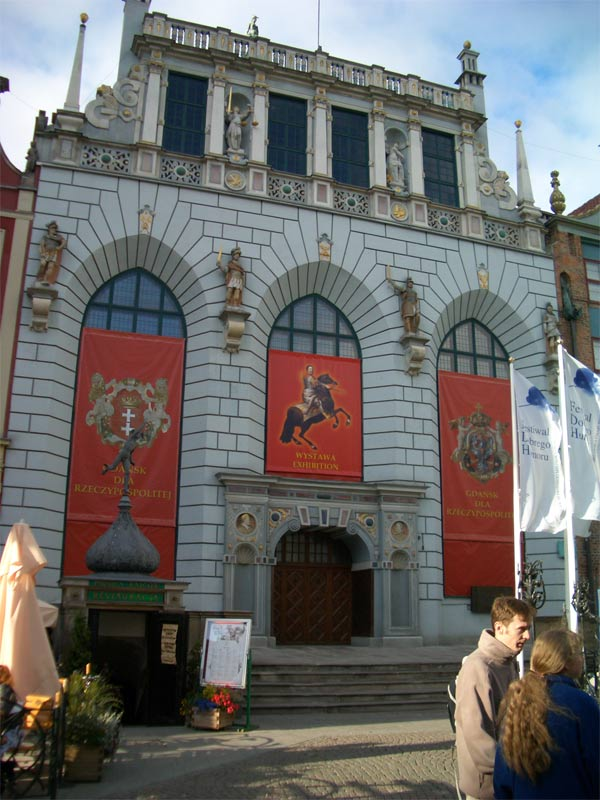
Dwór Artusa w Gdańsku

Gwoli sprawiedliwości dziejowej do walki o Gdańsk skierowano część sił 1 BPanc – batalion piechoty zmotoryzowanej, wsparty plutonem czołgów. Nawiązał on walkę w zachodniej części miasta i 28 marca, dotarł do Dworu Artusa, gdzie żołnierze brygady zawiesili polską flagę.
Wieczorem 29 marca opór nieprzyjaciela w Gdańsku został złamany.
W ramach przegrupowań dokonanych od 29 marca do 1 kwietnia 1 BPanc weszła w skład radz. 132 KA. 29 marca ześrodkowała się na przedmieściu Chyloni z zadaniem rozpoznania nieprzyjaciela na Kępie Oksywskiej. Zadanie to wykonał 3 batalion czołgów osiągając rejon wzg. 60,0, gdzie stwierdził silnie rozbudowaną obronę niemiecką na Kępie Oksywskiej. 30 marca 3 bcz został podporządkowany radz. 40 KA i ześrodkował się w rejonie Zagórza. 2 bcz wspierał w tym dniu natarcie radzieckiego pułku piechoty i również przeszedł do rejonu Zagórza.
1 BPanc przez Janowo i Rumię przemaszerowała do rejonu kolonii Dębogórze, gdzie zajęła podstawy wyjściowe do działań na Kępę Oksywską. Przez cały dzień brygada prowadziła walki obronne, odpierając kontrataki nieprzyjaciela. 1 kwietnia, wspierając piechotę radziecką, osiągnęła folwark Dębogórze, skąd jednak wycofała się pod silnym ogniem artylerii niemieckiej. Atak ponowiono w nocy, lecz rano, na skutek niemieckiego kontrataku brygada ponownie wycofała się do lasu. Dopiero po trzecim ataku odzyskała folwark, rozbijając niemiecką piechotę.
3 kwietnia brygada walczyła o przełamanie niemieckiej obrony wzdłuż szosy Pogórze-Kosakowo. Nazajutrz opanowała Suchy Dwór, a 2 batalion czołgów brawurowym atakiem zdobył część Pogórza. 5 kwietnia 1 BPanc resztką czołgów i spieszonych załóg wspierała radz. 10 DP, opanowując ostatecznie Pogórze i Kosakowo. Po wyzwoleniu obu miejscowości brygada oderwała się od piechoty i manewrem od południa dotarła do Babiego Dołu. W godzinach popołudniowych atakiem na stanowiska baterii nadbrzeżnej na Oksywiu zakończyła działania bojowe.
7 kwietnia przegrupowała się z Gdyni przez Orłowo, Sopot do Gdańska, gdzie pozostała w obronie wybrzeża do 13 czerwca 1945.

### Udział jednej kompanii w operacji berlińskiej

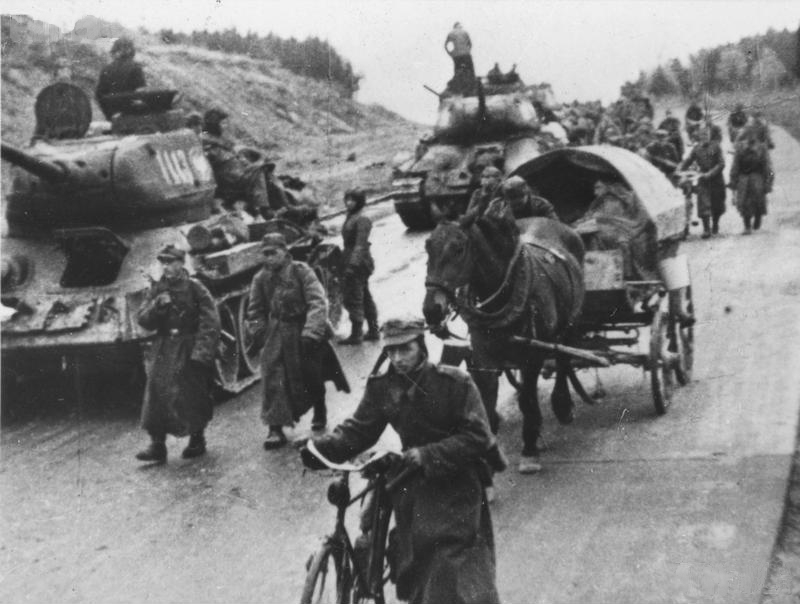
Czołgi T-34-85 1 Armii Wojska Polskiego w czasie operacji berlińskiej, prawdopodobnie na zdjęciu widoczne są czołgi należące do 1 Warszawskiej Brygady Pancernej

Po zakończeniu operacji pomorskiej 1 Brygada Pancerna została w Gdańsku celem obrony wybrzeża. Powodem takiej decyzji były ogromne straty w sprzęcie poniesione w ciągu ostatnich kilku tygodni walk. 
W kwietniu 1945 sformowana została kompania dziesięciu sprawnych czołgów (10 T-34-85 lub 4 T-34-85 i 6 T-34), którą pod dowództwem por. Pawła Dobrynina włączono w skład 4 Pułku Czołgów Ciężkich. Załogi uzupełniano czołgistami wracającymi ze szpitali i po szkołach pancernych. Kompania wzięła udział w walkach w operacji berlińskiej, nad Kanałem Hohenzollernów. Ostatni sprawny czołg kompanii - T-34-85 nr. 217 st. sierż Stanisława Zielińskiego dotarł nad Łabę 5 maja 1945.

### W walkach z polskim podziemiem niepodległościowym
W czerwcu 1945 r. na Podlasie przeciwko polskiemu zbrojnemu podziemiu niepodległościowemu przerzucono jednostki 1 Brygady Pancernej oraz 1 Dywizji Piechoty. Jednostki polskie współdziałały z pododdziałami 2 pułku Wojsk Pogranicznych NKWD, komendanturami sowieckimi ulokowanymi w miastach powiatowych, pododdziałem pułku NKWD ochraniającym linię kolejową Warszawa-Brześć i 198 samodzielnym batalionem zmechanizowanym NKWD oraz siłami resortu bezpieczeństwa. Na tych terenach polscy żołnierze kierowani przez pracowników UB i oficerów sowieckich prowadzili aresztowania i działania represyjne wobec ludności cywilnej oraz zwalczali zbrojnie polskie podziemie antykomunistyczne.
Podczas przeprowadzonych przez pododdziały 1 BPanc 8 VII 1945 r. działań w rejonie Latowicza zatrzymano 185 osób zakwalifikowanych jako podejrzane, z których 68 przekazano do dalszego śledztwa.
O działaniach brygady mówi także meldunek specjalny nr 05 sztabu 1 BPanc z 28 VII 1945 r., pod którym swój podpis złożył m.in. dowódca brygady – pułkownik Malutin:
Zgodnie z rozkazem Dowódcy 1 Dywizji Piechoty 1 polska Brygada Pancerna dnia 23 VII 1945 r. przeprowadzała operację w celu likwidacji band „Tura” [Zygmunt Kamiński] i „Młota" [ Władysław Łukasiuk ] pod kierownictwem „Szumnego” [ Teodor Śmiałowski ]. Dnia 24 VII 1945 r. Brygada Pancerna zajęła podstawowe pozycje wyjściowe w celu rozwinięcia natarcia wyłącznie na Sokołów Podlaski, Zaniecyn Bielany, Kowiesy, Podnieśno włącznie Suchożebry [...] W ukazanym kierunku posuwał się Baon Zmotoryzowanych Fizylierów i 1 Batalion Czołgów [...] 25 VII 1945 r. resztki bandy wykryto w m. Korczew, które próbowały jeszcze się utrzymać prowadząc ogień, gdzie w końcu zostały wzięte z bronią i amunicją. Przedłużając wykonanie zadania kompania przeciwczołgowa spotkała się z bandą „Szumnego” w rejonie półn.- zach. skraj Drożniew. W wyniku zawiązanego boju został zabity komendant okręgu „Szumny”, bandyta „Jesion” (nazwisko nieznane), ranny adiutant „Szumnego” „Zdzisiek” (Jabłoński), bandyta „Deoniza” (Cykjan) uczestnik bandy [...]. W dalszym ciągu przedłużając wykonanie zadania, dnia 26 VII 1945 r. zatrzymano 53 osoby podejrzane, z których 18 po ściśle dokonanym zbadaniu ich dokumentów okazało się jawnymi członkami bandy AK. Za okres operacji Brygada Pancerna wzięła: 70 bandytów AK z bandy „Tura” i „Szumnego” oraz „Młota”, 67 osób podejrzanych, których po dokładnym przejrzeniu dokumentów puszczono.
Nocą 8/9 sierpnia 1945 r. żołnierze z 5 Brygady Wileńskiej dowodzeni przez por. Zygmunta Błażejewicza „Zygmunta” i oddziału ppor./kpt. Władysława Łukasiuka „Młota” pod wsią Zaleś rozbili kompanię 1 Brygady Pancernej. Wówczas ranny został zastępca majora „Łupaszki” - kpt. Lech Beynar vel Paweł Jasienica „Nowina”.

## Kamuflaż i oznakowanie wozów
Wozy bojowe malowano farbą olejną koloru ciemnozielonego. Poszczególne pojazdy mogły różnić się odcieniem, a nawet i kolorem. Jeśli okoliczności tego wymagały, malowano pojazdy w nieregularne plamy różnej wielkości i kształtu. Obok podstawowego koloru wykorzystywano brąz, czerń lub piaskowy. Taki sposób malowania stosowano jednak sporadycznie. Zimą wozy bojowe malowano na biało, tzw. bielidłem. Biel nakładano bezpośrednio na ochronną farbę zieloną, przy czym pokrywano nią albo cały pojazd, albo też tylko część jego powierzchni, tworząc nieregularne plamy deformujące kształt. Zamiast farby mogło być używane wapno.
Na wieży malowano orła. Stylizowany, aczkolwiek znacznie uproszczony kształt orła wzorowany był na orle piastowskim. Wysokość orła wahała się od 20 do 40 cm.
Oznakowanie taktyczne
Numery taktyczne brygady:
czołg dowódcy brygady – 1000

czołg szefa sztabu – 1001
- 1 batalion – dowódca – 100
  - 1 kompania – dowódca – 110
    - 1 pluton – 111, 112, 113
    - 2 pluton – 114, 115, 116
    - 3 pluton – 117, 118, 119

  - 2 kompania – dowódca – 120
    - 1 pluton – 121, 122, 123
    - 2 pluton – 124, 125, 126
    - 3 pluton – 127, 128, 129
- 2 batalion – dowódca – 200
  - 1 kompania – dowódca – 210
    - 1 pluton – 211, 212, 213
    - 2 pluton – 214, 215, 216
    - 3 pluton – 217, 218,-219

  - 2 kompania – dowódca – 220
    - 1 pluton – 221, 222, 223
    - 2 pluton – 224, 225, 226
    - 3 pluton – 227, 228, 229
- 3 batalion – dowódca – 300
  - 1 kompania – dowódca – 310
    - 1 pluton – 311, 312, 313
    - 2 pluton – 314, 315, 316
    - 3 pluton – 317, 318, 319

  - 2 kompania – dowódca – 320
    - 1 pluton – 321, 322, 323
    - 2 pluton – 324, 325, 326
    - 3 pluton – 327, 328, 329

## Sztandar brygady
Sztandar ufundowany przez Związek Patriotów Polskich wręczył brygadzie gen. bryg. Karol Świerczewski 1 stycznia 1944 roku.
Opis sztandaru:

Płat o wymiarach 97 × 88 cm z trzech stron obszyty żółtą frędzlą, przymocowany do drzewca za pomocą skórzanej tulei. Drzewce z ciemno politurowanego drewna z dwóch części skręcanych za pomocą mosiężnych okuć. Głowica w kształcie orła wspartego na cokole skrzynkowym z napisem: "1 Brygada Pancerna im. Bohaterów Westerplatte". Przy drzewcu wstęga Orderu Czerwonego Sztandaru i wstążka Orderu Krzyża Grunwaldu.
Strona główna:

Czerwony krzyż kawalerski, pola między ramionami krzyża białe. Pośrodku aplikowany z białego jedwabiu i haftowany biało-szarą nicią orzeł w otoku wieńca laurowego. Wieniec aplikowany z żółtego jedwabiu i haftowanego beżową nicią. Na ramionach krzyża haftowane biało-szarą nicią napisy: "HONOR I OJCZYZNA"; "ZA NASZĄ I WASZĄ WOLNOŚĆ". Na białych polach, ozdobionych gałązkami lauru, haftowane biało-szarą nicią napisy: "1 P. Czołg."; "2 P. Czołg."; "1 Baon Zmotor.".
Strona odwrotna:

Rysunek jak na stronie głównej. Pośrodku aplikowana i haftowana kolorową nicią scena z walk na Westerplatte i herb Gdańska w otoku wieńca. Pod wizerunkiem napis haftowany biało-szarą nicią: "1 BRYGADA PANCERNA IM. BOHATERÓW WESTERPLATTE". Białe pola ozdobione gałązkami lauru; na dwu górnych haftowane biało-szarą nicią daty: "1939, 1—8.IX"; "1943, ll.XI".
Po raz drugi została brygada obdarowana przez mieszkańców Dorohuska, którzy sporządzili sztandar w pierwszych dniach okupacji w oczekiwaniu na pierwszą jednostkę Wojska Polskiego, która wkroczy na ten teren.

## W kulturze

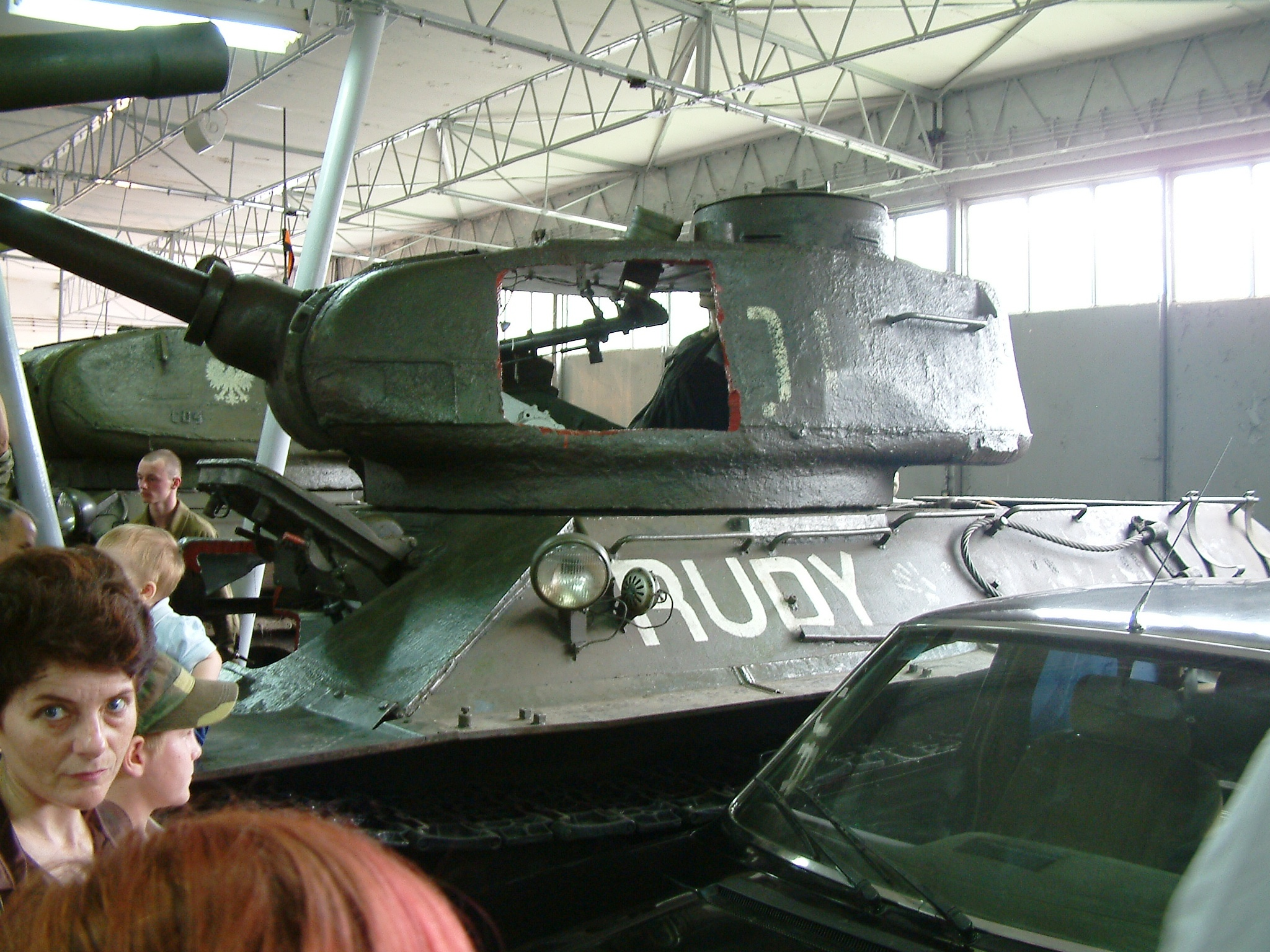
T-34-85 służący filmowcom do kręcenia zdjęć we wnętrzu czołgu, Muzeum Broni Pancernej, CSWL w Poznaniu

Załoga czołgu "Rudy" nr. boczny 102 (T-34 model 1941/42 a następnie T-34-85) z książki Janusza Przymanowskiego pt: "Czterej pancerni i pies" należała do 1 Brygady Pancernej im. Bohaterów Westerplatte. Historycznym czołgiem o tym numerze taktycznym dowodził ppor. Wacław Feryniec.

## Przekształcenia
1 Warszawski Pułk Czołgów → 1 Warszawska Brygada Pancerna im. Bohaterów Westerplatte → 1 Warszawski Pułk Czołgów → 100 Pułk Zmechanizowany → 14 Brygada Zmechanizowana